# زبان‌های هندوآریایی میانه
زبان‌های هندوآریایی میانه (به انگلیسی: Middle Indo-Aryan languages) یا زبان‌های هندی میانه (به انگلیسی: Middle Indic languages) شاخه‌ای از زبان‌های هندوآریایی می‌باشد. این گروه زبانی از تبار زبان‌های هندوآریایی باستان -چون سانسکریت ودایی- می‌باشد. همچنین زبان‌های هندواروپایی امروزی، مانند بنگالی، پنجابی و هندوستانی نیز از تبار همین گروه زبانی‌اند.
زبان‌های هندواروپایی میانه میان سال‌های ۵۰۰ پیش از میلاد تا ۱۰۰۰ میلادی رواج داشته‌اند و بیشتر به سه دستهٔ زیر بخش‌می‌شوند:
- مرحلهٔ کهن که با نوشته‌های اشوکا، متن‌های بودایی به زبان پالی و نوشته‌های مقدس جین شناخته‌می‌شوند.
- مرحلهٔ میانه که دربرگیرندهٔ ادبیات پراکریت است.
- مرحلهٔ متاخر که نماینده‌اش زبان اپبرمشه است.